# Unicodeblock Kaithi
Der Unicodeblock Kaithi (11080–110CF) kodiert die Kaithi-Schrift. Dieser Abkömmling der Brahmi-Schrift wurde in Nordindien bis ins 20. Jahrhundert verwendet, fiel dann aber außer Gebrauch.

## Tabelle
| Unicodenummer   | Zeichen (400 %) | Kategorie                               | Bidirektionale Klasse       | Offizielle Bezeichnung     | Beschreibung                   |
| --------------- | --------------- | --------------------------------------- | --------------------------- | -------------------------- | ------------------------------ |
| U+11080 (69760) | 𑂀                | Markierung ohne Extrabreite             | Markierung ohne Extrabreite | KAITHI SIGN CANDRABINDU    | Kaithi-Zeichen Candrabindu     |
| U+11081 (69761) | 𑂁                | Markierung ohne Extrabreite             | Markierung ohne Extrabreite | KAITHI SIGN ANUSVARA       | Kaithi-Zeichen Anusvara        |
| U+11082 (69762) | 𑂂                | Markierung mit Extrabreite              | links nach rechts           | KAITHI SIGN VISARGA        | Kaithi-Zeichen Visarga         |
| U+11083 (69763) | 𑂃               | anderer Buchstabe, Silbe oder Ideogramm | links nach rechts           | KAITHI LETTER A            | Kaithi-Buchstabe A             |
| U+11084 (69764) | 𑂄               | anderer Buchstabe, Silbe oder Ideogramm | links nach rechts           | KAITHI LETTER AA           | Kaithi-Buchstabe Aa            |
| U+11085 (69765) | 𑂅               | anderer Buchstabe, Silbe oder Ideogramm | links nach rechts           | KAITHI LETTER I            | Kaithi-Buchstabe I             |
| U+11086 (69766) | 𑂆               | anderer Buchstabe, Silbe oder Ideogramm | links nach rechts           | KAITHI LETTER II           | Kaithi-Buchstabe Ii            |
| U+11087 (69767) | 𑂇               | anderer Buchstabe, Silbe oder Ideogramm | links nach rechts           | KAITHI LETTER U            | Kaithi-Buchstabe U             |
| U+11088 (69768) | 𑂈               | anderer Buchstabe, Silbe oder Ideogramm | links nach rechts           | KAITHI LETTER UU           | Kaithi-Buchstabe Uu            |
| U+11089 (69769) | 𑂉               | anderer Buchstabe, Silbe oder Ideogramm | links nach rechts           | KAITHI LETTER E            | Kaithi-Buchstabe E             |
| U+1108A (69770) | 𑂊               | anderer Buchstabe, Silbe oder Ideogramm | links nach rechts           | KAITHI LETTER AI           | Kaithi-Buchstabe Ai            |
| U+1108B (69771) | 𑂋               | anderer Buchstabe, Silbe oder Ideogramm | links nach rechts           | KAITHI LETTER O            | Kaithi-Buchstabe O             |
| U+1108C (69772) | 𑂌               | anderer Buchstabe, Silbe oder Ideogramm | links nach rechts           | KAITHI LETTER AU           | Kaithi-Buchstabe Au            |
| U+1108D (69773) | 𑂍               | anderer Buchstabe, Silbe oder Ideogramm | links nach rechts           | KAITHI LETTER KA           | Kaithi-Buchstabe Ka            |
| U+1108E (69774) | 𑂎               | anderer Buchstabe, Silbe oder Ideogramm | links nach rechts           | KAITHI LETTER KHA          | Kaithi-Buchstabe Kha           |
| U+1108F (69775) | 𑂏               | anderer Buchstabe, Silbe oder Ideogramm | links nach rechts           | KAITHI LETTER GA           | Kaithi-Buchstabe Ga            |
| U+11090 (69776) | 𑂐               | anderer Buchstabe, Silbe oder Ideogramm | links nach rechts           | KAITHI LETTER GHA          | Kaithi-Buchstabe Gha           |
| U+11091 (69777) | 𑂑               | anderer Buchstabe, Silbe oder Ideogramm | links nach rechts           | KAITHI LETTER NGA          | Kaithi-Buchstabe Nga           |
| U+11092 (69778) | 𑂒               | anderer Buchstabe, Silbe oder Ideogramm | links nach rechts           | KAITHI LETTER CA           | Kaithi-Buchstabe Ca            |
| U+11093 (69779) | 𑂓               | anderer Buchstabe, Silbe oder Ideogramm | links nach rechts           | KAITHI LETTER CHA          | Kaithi-Buchstabe Cha           |
| U+11094 (69780) | 𑂔               | anderer Buchstabe, Silbe oder Ideogramm | links nach rechts           | KAITHI LETTER JA           | Kaithi-Buchstabe Ja            |
| U+11095 (69781) | 𑂕               | anderer Buchstabe, Silbe oder Ideogramm | links nach rechts           | KAITHI LETTER JHA          | Kaithi-Buchstabe Jha           |
| U+11096 (69782) | 𑂖               | anderer Buchstabe, Silbe oder Ideogramm | links nach rechts           | KAITHI LETTER NYA          | Kaithi-Buchstabe Nya           |
| U+11097 (69783) | 𑂗               | anderer Buchstabe, Silbe oder Ideogramm | links nach rechts           | KAITHI LETTER TTA          | Kaithi-Buchstabe Tta           |
| U+11098 (69784) | 𑂘               | anderer Buchstabe, Silbe oder Ideogramm | links nach rechts           | KAITHI LETTER TTHA         | Kaithi-Buchstabe Ttha          |
| U+11099 (69785) | 𑂙               | anderer Buchstabe, Silbe oder Ideogramm | links nach rechts           | KAITHI LETTER DDA          | Kaithi-Buchstabe Dda           |
| U+1109A (69786) | 𑂚               | anderer Buchstabe, Silbe oder Ideogramm | links nach rechts           | KAITHI LETTER DDDHA        | Kaithi-Buchstabe Dddha         |
| U+1109B (69787) | 𑂛               | anderer Buchstabe, Silbe oder Ideogramm | links nach rechts           | KAITHI LETTER DDHA         | Kaithi-Buchstabe Ddha          |
| U+1109C (69788) | 𑂜               | anderer Buchstabe, Silbe oder Ideogramm | links nach rechts           | KAITHI LETTER RHA          | Kaithi-Buchstabe Rha           |
| U+1109D (69789) | 𑂝               | anderer Buchstabe, Silbe oder Ideogramm | links nach rechts           | KAITHI LETTER NNA          | Kaithi-Buchstabe Nna           |
| U+1109E (69790) | 𑂞               | anderer Buchstabe, Silbe oder Ideogramm | links nach rechts           | KAITHI LETTER TA           | Kaithi-Buchstabe Ta            |
| U+1109F (69791) | 𑂟               | anderer Buchstabe, Silbe oder Ideogramm | links nach rechts           | KAITHI LETTER THA          | Kaithi-Buchstabe Tha           |
| U+110A0 (69792) | 𑂠               | anderer Buchstabe, Silbe oder Ideogramm | links nach rechts           | KAITHI LETTER DA           | Kaithi-Buchstabe Da            |
| U+110A1 (69793) | 𑂡               | anderer Buchstabe, Silbe oder Ideogramm | links nach rechts           | KAITHI LETTER DHA          | Kaithi-Buchstabe Dha           |
| U+110A2 (69794) | 𑂢               | anderer Buchstabe, Silbe oder Ideogramm | links nach rechts           | KAITHI LETTER NA           | Kaithi-Buchstabe Na            |
| U+110A3 (69795) | 𑂣               | anderer Buchstabe, Silbe oder Ideogramm | links nach rechts           | KAITHI LETTER PA           | Kaithi-Buchstabe Pa            |
| U+110A4 (69796) | 𑂤               | anderer Buchstabe, Silbe oder Ideogramm | links nach rechts           | KAITHI LETTER PHA          | Kaithi-Buchstabe Pha           |
| U+110A5 (69797) | 𑂥               | anderer Buchstabe, Silbe oder Ideogramm | links nach rechts           | KAITHI LETTER BA           | Kaithi-Buchstabe Ba            |
| U+110A6 (69798) | 𑂦               | anderer Buchstabe, Silbe oder Ideogramm | links nach rechts           | KAITHI LETTER BHA          | Kaithi-Buchstabe Bha           |
| U+110A7 (69799) | 𑂧               | anderer Buchstabe, Silbe oder Ideogramm | links nach rechts           | KAITHI LETTER MA           | Kaithi-Buchstabe Ma            |
| U+110A8 (69800) | 𑂨               | anderer Buchstabe, Silbe oder Ideogramm | links nach rechts           | KAITHI LETTER YA           | Kaithi-Buchstabe Ya            |
| U+110A9 (69801) | 𑂩               | anderer Buchstabe, Silbe oder Ideogramm | links nach rechts           | KAITHI LETTER RA           | Kaithi-Buchstabe Ra            |
| U+110AA (69802) | 𑂪               | anderer Buchstabe, Silbe oder Ideogramm | links nach rechts           | KAITHI LETTER LA           | Kaithi-Buchstabe La            |
| U+110AB (69803) | 𑂫               | anderer Buchstabe, Silbe oder Ideogramm | links nach rechts           | KAITHI LETTER VA           | Kaithi-Buchstabe Va            |
| U+110AC (69804) | 𑂬               | anderer Buchstabe, Silbe oder Ideogramm | links nach rechts           | KAITHI LETTER SHA          | Kaithi-Buchstabe Sha           |
| U+110AD (69805) | 𑂭               | anderer Buchstabe, Silbe oder Ideogramm | links nach rechts           | KAITHI LETTER SSA          | Kaithi-Buchstabe Ssa           |
| U+110AE (69806) | 𑂮               | anderer Buchstabe, Silbe oder Ideogramm | links nach rechts           | KAITHI LETTER SA           | Kaithi-Buchstabe Sa            |
| U+110AF (69807) | 𑂯               | anderer Buchstabe, Silbe oder Ideogramm | links nach rechts           | KAITHI LETTER HA           | Kaithi-Buchstabe Ha            |
| U+110B0 (69808) | 𑂰                | Markierung mit Extrabreite              | links nach rechts           | KAITHI VOWEL SIGN AA       | Kaithi-Vokalzeichen Aa         |
| U+110B1 (69809) | 𑂱                | Markierung mit Extrabreite              | links nach rechts           | KAITHI VOWEL SIGN I        | Kaithi-Vokalzeichen I          |
| U+110B2 (69810) | 𑂲                | Markierung mit Extrabreite              | links nach rechts           | KAITHI VOWEL SIGN II       | Kaithi-Vokalzeichen Ii         |
| U+110B3 (69811) | 𑂳                | Markierung ohne Extrabreite             | Markierung ohne Extrabreite | KAITHI VOWEL SIGN U        | Kaithi-Vokalzeichen U          |
| U+110B4 (69812) | 𑂴                | Markierung ohne Extrabreite             | Markierung ohne Extrabreite | KAITHI VOWEL SIGN UU       | Kaithi-Vokalzeichen Uu         |
| U+110B5 (69813) | 𑂵                | Markierung ohne Extrabreite             | Markierung ohne Extrabreite | KAITHI VOWEL SIGN E        | Kaithi-Vokalzeichen E          |
| U+110B6 (69814) | 𑂶                | Markierung ohne Extrabreite             | Markierung ohne Extrabreite | KAITHI VOWEL SIGN AI       | Kaithi-Vokalzeichen Ai         |
| U+110B7 (69815) | 𑂷                | Markierung mit Extrabreite              | links nach rechts           | KAITHI VOWEL SIGN O        | Kaithi-Vokalzeichen O          |
| U+110B8 (69816) | 𑂸                | Markierung mit Extrabreite              | links nach rechts           | KAITHI VOWEL SIGN AU       | Kaithi-Vokalzeichen Au         |
| U+110B9 (69817) | 𑂹                | Markierung ohne Extrabreite             | Markierung ohne Extrabreite | KAITHI SIGN VIRAMA         | Kaithi-Zeichen Virama          |
| U+110BA (69818) | 𑂺                | Markierung ohne Extrabreite             | Markierung ohne Extrabreite | KAITHI SIGN NUKTA          | Kaithi-Zeichen Nukta           |
| U+110BB (69819) | 𑂻               | andere Interpunktion                    | links nach rechts           | KAITHI ABBREVIATION SIGN   | Kaithi-Abkürzungszeichen       |
| U+110BC (69820) | 𑂼               | andere Interpunktion                    | links nach rechts           | KAITHI ENUMERATION SIGN    | Kaithi-Aufzählungszeichen      |
| U+110BD (69821) | <format>        | Formatierzeichen                        | links nach rechts           | KAITHI NUMBER SIGN         | Kaithi-Nummernzeichen          |
| U+110BE (69822) | 𑂾               | andere Interpunktion                    | links nach rechts           | KAITHI SECTION MARK        | Kaithi-Abschnittszeichen       |
| U+110BF (69823) | 𑂿               | andere Interpunktion                    | links nach rechts           | KAITHI DOUBLE SECTION MARK | Kaithi-Doppelabschnittszeichen |
| U+110C0 (69824) | 𑃀               | andere Interpunktion                    | links nach rechts           | KAITHI DANDA               | Kaithi-Danda                   |
| U+110C1 (69825) | 𑃁               | andere Interpunktion                    | links nach rechts           | KAITHI DOUBLE DANDA        | Kaithi-Doppeldanda             |
| U+110CD (69837) | <format>        | Formatierzeichen                        | links nach rechts           | KAITHI NUMBER SIGN ABOVE   | Kaithi-Nummernzeichen oben     |

Weblinks:
- PDF des Unicode-Konsortiums (englisch)